# Molzbichl

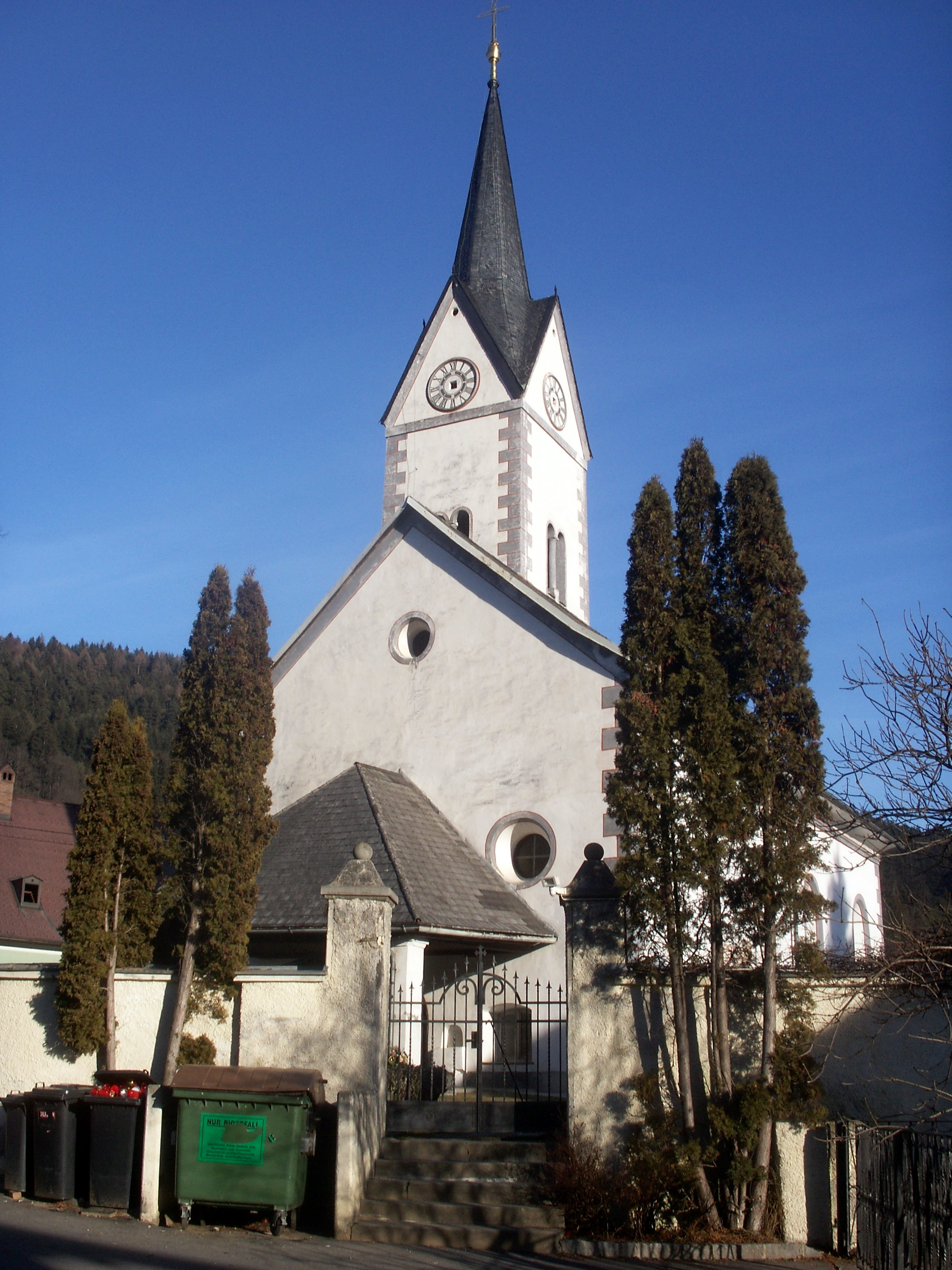
Pfarrkirche Molzbichl

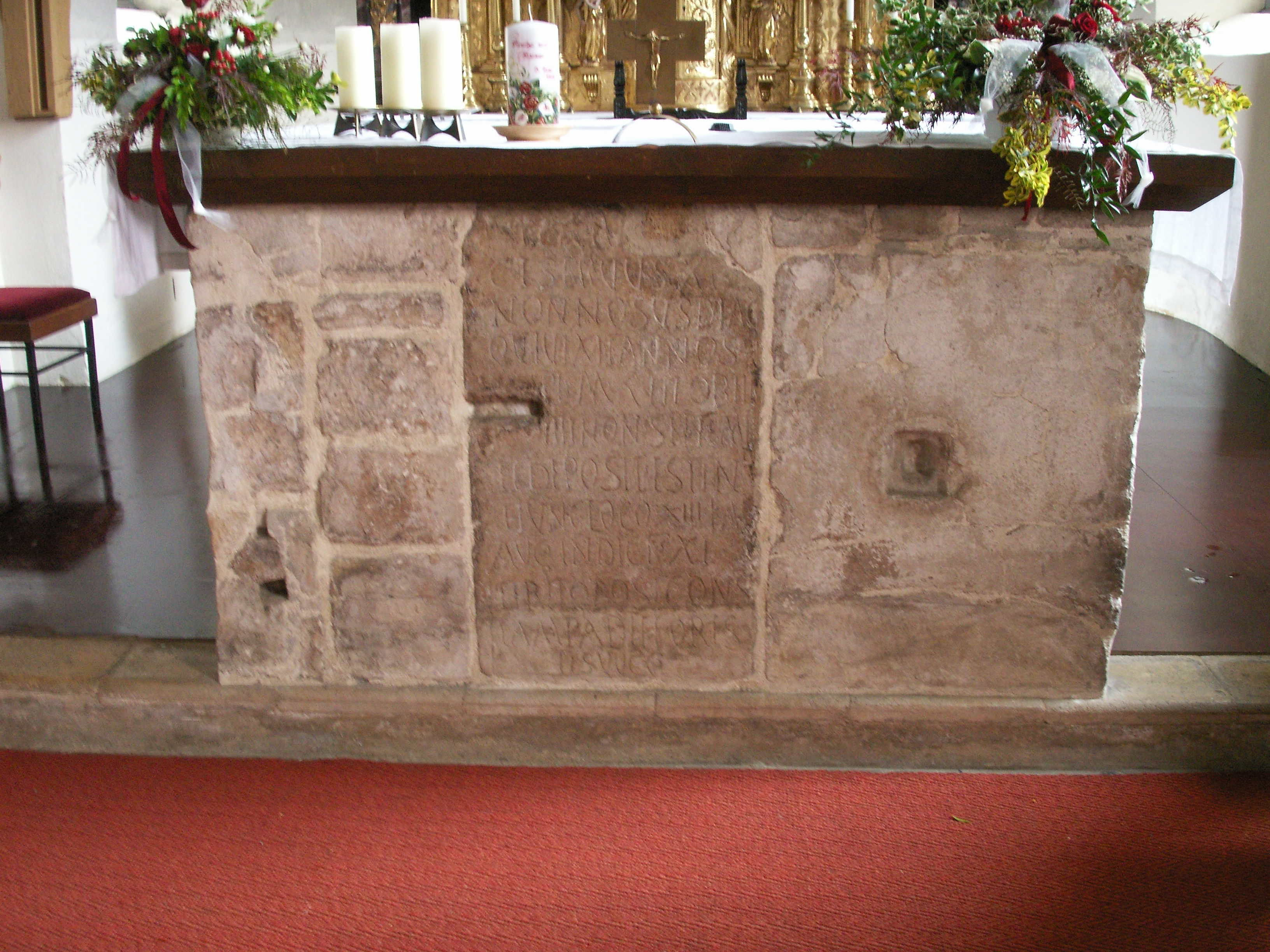
Kirche Grabstein Nonnosus

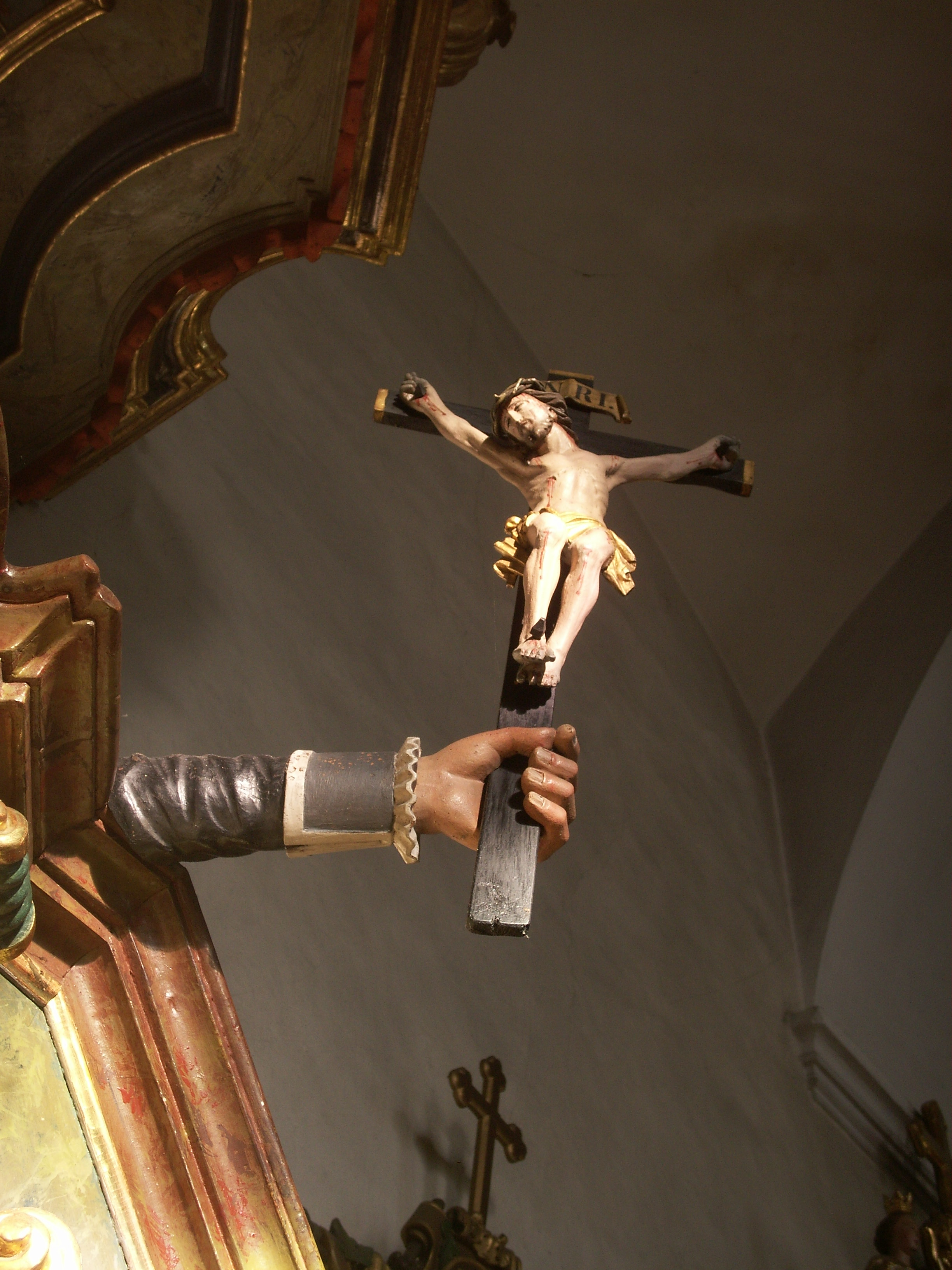
Kirche Kanzel

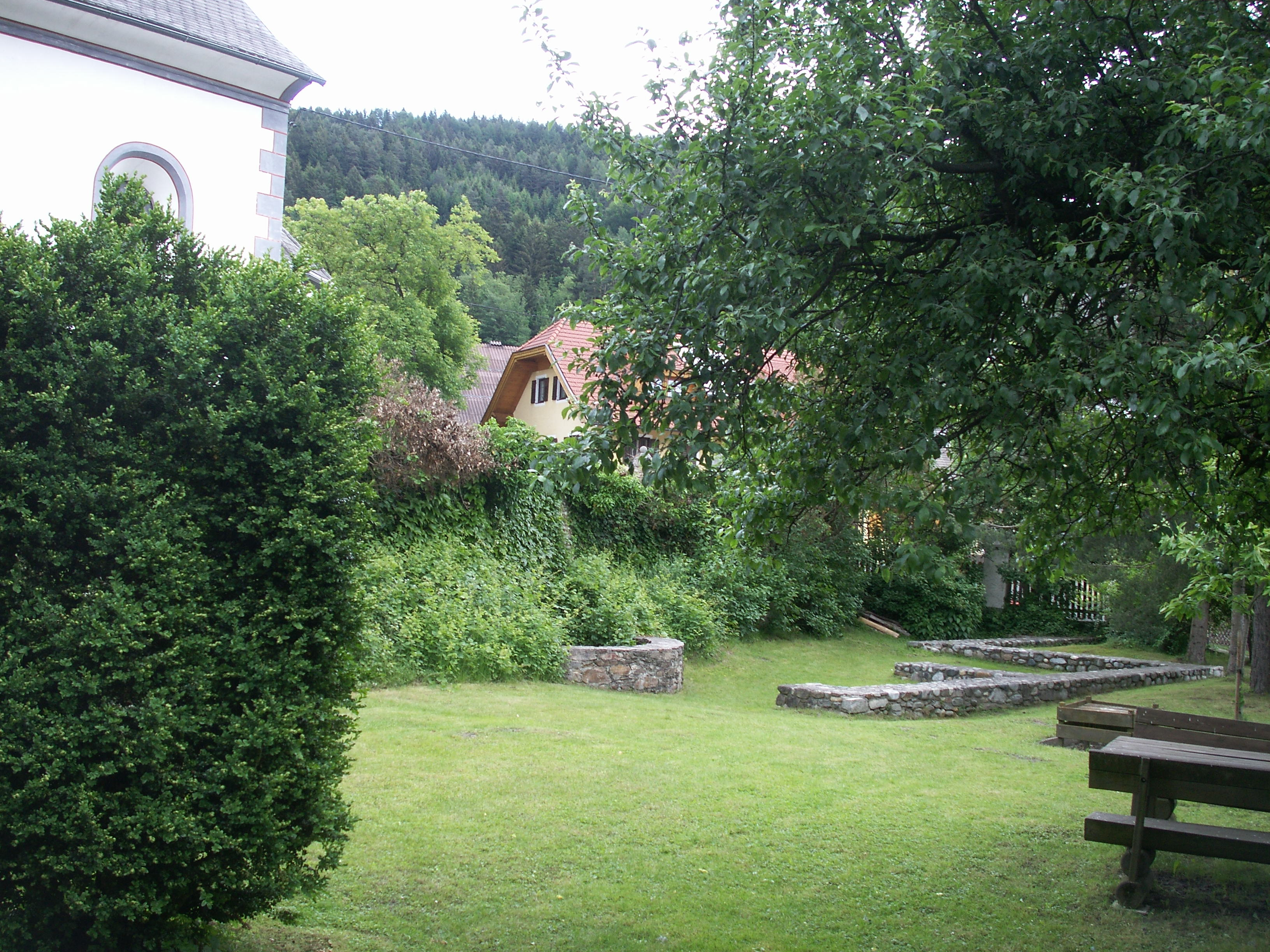
Grundmauern der ältesten Klosterkirche Kärntens aus dem 8. Jahrhundert

Molzbichl ist ein Ort im unteren Drautal in Kärnten, in Österreich. Die Katastralgemeinde der Stadtgemeinde Spittal an der Drau umfasst eine Fläche von 634,76 ha und hat 220 Einwohner (Stand: 1. Jänner 2024). Das Kirchdorf liegt auf einer Seehöhe von 532 m in unmittelbarer Nähe der Tauernautobahn, dem österreichischen Teil der Drautalbahn sowie der Drautal Straße (B 100) und ist etwa fünf Kilometer vom Millstätter See entfernt.

## Geschichte
Molzbichl wird 1063 als Mulzpuhil erstmals in einer Quelle genannt. Diese Bezeichnung ist eine in Kärnten häufig vorkommende slawisch-deutsche Doppelbenennung. Das slawische Wort muliti bedeutet hervorgehoben und weist wie das deutsche -bichl auf die erhöhte Lage des Ortes hin. Im frühen Mittelalter führte Molzbichl auch den Namen Münster (Munstiure). Diese Nennung bezieht sich auf das älteste Kloster Kärntens, das im 8. Jahrhundert in Molzbichl zur Missionierung der Alpenslawen errichtet wurde. Der schriftslowenische Ortsname lautet Molec.
Unter der jetzigen Pfarrkirche, die dem heiligen Tiburtius geweiht ist, konnten die ehemaligen Klosterkirche mit den Resten der ehemaligen Grablege des Heiligen Nonnosus von Molzbichl nachgewiesen werden. Die Klosterkirche wurde in ihrer Dimension von 24 × 8 m in Österreich nur vom zeitgleichen Salzburger Virgildom übertroffen. Von der prächtigen Innenausstattung des Sakralbaues haben sich zahlreiche Reste aus Marmor erhalten. Auf dem südlichen Teil des Kirchengeländes wurde das älteste Kloster Kärntens aus der 2. Hälfte des 8. Jahrhunderts ergraben. Die ebenfalls erhalten gebliebenen Reste können besichtigt werden. Die Anlage wurde im Zuge der Missionierung der slawischen Einwohnern Karantaniens durch Tassilo III. zwischen 772 und 788 gegründet und ist damit älter als die im 11. Jahrhundert gegründeten Stifte in St. Georgen am Längsee, Ossiach oder Millstatt. Nach dem Niedergang des Klosters im 9. und 10. Jahrhundert wurde der Ort als Begräbnisstätte der Karantanen genutzt. Parallelen zu Bischofshofen im salzburgischen Pongau und dem Heiligen Maximilian mit kelto-romanischer Kultkontiunität sind wahrscheinlich.
Die über 70 gefundenen karolingischen Flechtwerksteine stellen den bedeutendsten vorromanischen Fund Österreichs dar. Verschiedene Funde sind im Museum Carantana in unmittelbarer Nähe der Kirche zu besichtigen. Die Bezeichnung „Carantana“ geht auf eine urkundliche Erwähnung des Geschichtsschreibers Paulus Diaconus zur Zeit Kaiser Karls des Großen zurück, dessen Herrschaftsbereich provincia Carantana auch das heutige Kärnten umfasste und als Vorgänger vom Herzogtum Kärnten gilt. Möglicherweise war es die Molzbichler Kirche und nicht jene in St. Peter im Holz, die im 8. Jahrhundert Chorbischof Modestus weihte. Da es sich in Molzbichl um eine Kultkontinuität handelt, kann das Vorhandensein von Romanen bzw. romanisierten Kelten im Drautal nahe der alten Römerstadt Teurnia (St. Peter im Holz) angenommen werden, da die aus der Spätantike stammende Nonnosus-Verehrung im Kloster übernommen wurde. Warum das Kloster spätestens im 10. Jh. aufgegeben wurde oder ob es von aufständischen Karantanen, die die bayrisch-fränkische Oberhoheit abschütteln wollten, zerstört wurde, ist ungeklärt. Aufgrund der prächtigen Ausstattung besteht auch die Möglichkeit, dass es sich hierbei um die Stiftung oder Eigenkirche eines slawischen Edlen handelt, die nach der von den Bayern erzwungenen Abdankung der slawischen Führungsschicht zusehends zerfiel oder zerstört wurde. Unklar ist auch, ob Molzbichl von Salzburg aus gegründet wurde oder vielleicht vom Bistum Freising. In der Conversio, die unter anderem die Missionstätigkeit der Salzburger Bischöfe in Kärnten beschreibt, ist keine Rede von einem Missionszentrum im Drautal, aber auch nicht von anderen – nachgewiesenen – Missionsstützpunkten wie z. B. Innichen, Maria Wörth oder die vermutlich langobardische Gründung Maria Gail.
Im Altar der heutigen Kirche ist ein Grabstein eingefügt, der die bisher einzige aus dem 6. Jahrhundert stammende Inschrift in Österreich aufweist. Dieses frühchristliche Zeugnis erwähnt einen Diakon mit dem Namen Nonnosus, der im Jahre 532 verstarb und im 6. Jahrhundert im Raum Molzbichl hat. Die lateinische Inschrift lautet:

“Hic re[quies]/ci(t) servus Χϱ[ι](στου) / Nonnosus diac(onus) / qui vixit annos / p(lus) m(inus) CIII obiit / IIII Non(as) Septemb(res) / et deposit(us) est in / hunc loco XIII Kal(endas) Aug(ustas) indict(ione) XI / tertio (anno) post cons(ulatum) / Lampadi et Ores/tis v(irorum) c(larissimorum)”

„Hier ruht der Diener Christi, der Diakon Nonnosus, der ca. 103 Jahre lebte. Er starb am 2. September und wurde am 20. Juli an diesem Ort im elften Jahr der Indiktion bestattet, drei Jahre nach dem Konsulat der hochberühmten Männer Lampadius und Orestes.“

Auf dem ehemaligen Klostergelände in Molzbichl fanden 2013 und 2014 Ausgrabungen statt, bei denen 14 menschliche Skelette aus dem 10. Jahrhundert geborgen wurden. Sie wurden von der Anthropologin Bettina Jungklaus untersucht. Von den Bestatteten waren sieben Erwachsene, zwei Jugendliche, drei Kleinkinder und zwei Neugeborene. Die hohe Anzahl Nichterwachsener ist ungewöhnlich. Die Geschlechter waren fast gleichmäßig verteilt. Eine durchschnittlich geringe Körperhöhe und eine hohe Belastung mit Zahnkaries wies auf eine geringe Versorgung mit tierischem Protein. Einige Personen waren sehr krank; eine jüngere Frau litt unter einer fortgeschrittenen rheumatoide Polyarthritis. Insgesamt entstand das Bild einer Bevölkerung, die unter ärmlichen Bedingungen lebte.
Die Kirche, erstmals um 1063 erwähnt, und der Friedhof sind von einer Wehrmauer umgeben. Molzbichl war im Frühmittelalter eine Eigenkirche der Eppensteiner. Da die ehemalige Römerstraße (Straße erster Ordnung) durch das Ortsgebiet führt, verwundert es nicht, dass die Verwaltung von Molzbichl unter den Eppensteinern im ehemaligen Königshof in Treffen am Ossiacher See, direkt durch die ehemalige römische Straße verbunden, lag. Später war sie unter dem Patronat der Grafen von Ortenburg in Spittal, vorübergehend auch der Millstätter Georgsritter. Als Urpfarre war Molzbichl – seit 811 bildete die Drau die Grenze zwischen dem Erzbistum Salzburg und dem dem Ort gegenüberliegenden Ufer das Patriarchat Aquileia – ursprünglich sehr groß und reichte von St. Peter-Edling über Rothenthurn, Ferndorf, St. Paul, Glanz, Gschriert, den Laufenberg, Döbriach bis Matzelsdorf. Die Abhängigkeit Döbriachs endete erst 1786. Die Nähe zu Millstatt führte augenscheinlich immer wieder zu Konflikten mit dem Stift. Das Langhaus der Kirche wurde 1801 nach einem Großbrand erneuert. In der romanischen Apsis steht ein zweigeschoßiger Hochaltar mit figürlichem Schmuck. Ein skurriles Detail ist die an der Kanzel montierte hölzerne Hand mit einem Kruzifix.
Der Verein „Historisches Molzbichl“, Betreiber des Museums Carantana, erforscht unter der wissenschaftlichen Leitung von Univ. Prof. Dr. Franz Glaser die in der Nähe von Molzbichl liegende spätantike Anlage auf dem Luginsland, die Magdalenenkapelle von Baldersdorf und den karolingisch-ottonischen Friedhof in St. Peter / Edling. Bereits 1939 wurde beim Bau der heutigen Tauernautobahn (damals Reichsautobahn) in Baldersdorf eine keltische Industrie- und Kultanlage entdeckt, die eine Produktionsstätte für norische Eisen und eine kleine Tempelanlage umfasste.
Die ältesten Siedlungsspuren der Umgebung finden sich bei der markanten Erhebung (816 m) Lug ins Land und reichen bis ins 3. Jahrtausend v. Chr. zurück. Gefunden wurden Steingerätschaften, Keramik, aber auch Wall- und Grabensysteme, die die Nutzung der Örtlichkeit bis in die Spätantike (5./6. Jh.) bezeugen. Knapp zwei Kilometer entfernt liegt der Hochgosch (876 m), die höchste Erhebung am Millstätter See-Rücken. 1910 wurde dort eine Anlage mit Palisadenwall gefunden, die 1987 bei einer Grabung durch den Verein Stiftsmuseum Millstatt genauer untersucht wurde. Die Wallanlage, vermutlich eines slawischen Edlen, konnte auf die Zeit um 800 n. Chr. datiert werden.

## Trivia
- Um 1700 erlaubte Fürst Anton von Porcia dem Einsiedler Simon Frank den Bau einer Eremitage im Wald von Molzbichl. Frank stammte aus der näheren Umgebung (Kreuzen) und hatte ein Leben als Söldner hinter sich. Der Bekehrte lebte schon seit 1679 in einer Wohnhöhle unter dem Luginsland. Der fromme Mann äußerte wiederholt den Wunsch, beim Portal der Molzbichler Kirche seine letzte Ruhe zu finden, was ihm nach seinem Tod am 29. Juni 1725 im 91. Lebensjahr auch gewährt wurde.[6]

## Kultur und Sehenswürdigkeiten

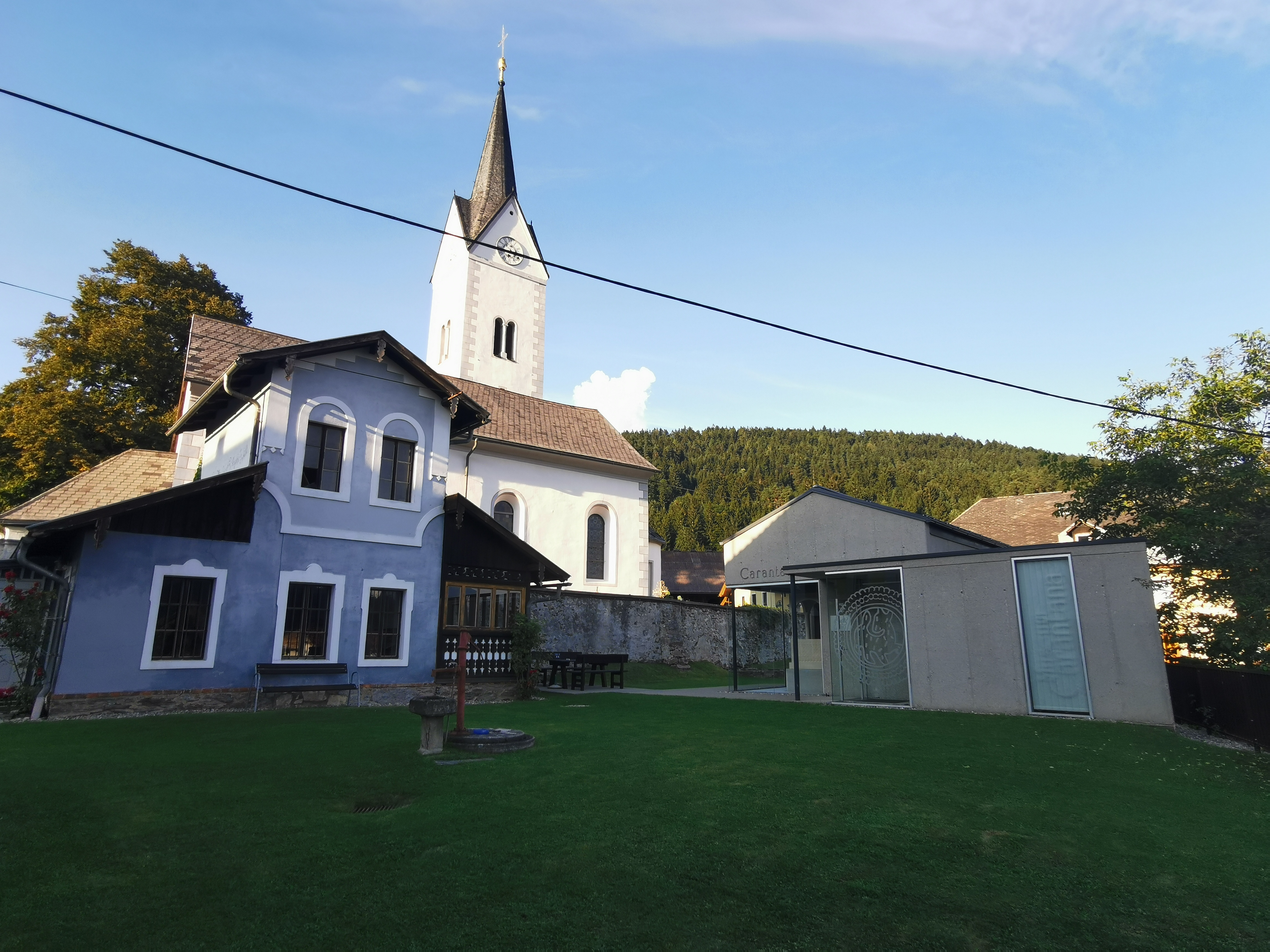
Pfarrhofsalettl/Museum Carantana

- Katholische Pfarrkirche Molzbichl hl. Tiburtius
- Museum Carantana

## Weiterführende Literatur
- Karl Amon (Hrsg.): Der heilige Nonnosus von Molzbichl Verlag des Kärntner Landesarchivs, Klagenfurt 2001, ISBN 3-900531-49-8.
- Franz Glaser: Das Münster in Molzbichl, das älteste Kloster Kärntens. In: Carinthia I. Jahrgang 179, 1989, S. 99–124.
- Kurt Karpf: Zur Geschichte der Pfarre Molzbichl: von den Anfängen bis zur josephinischen Pfarregulierung, Dissertation, Innsbruck 1988.